# Chaumont-sur-Tharonne
Chaumont-sur-Tharonne é uma comuna francesa na região administrativa do Centro, no departamento Loir-et-Cher. Estende-se por uma área de 75,08 km². Em 2010 a comuna tinha 1 091 habitantes (densidade: 14,5 hab./km²).